# Auslautverhärtung
Auslautverhärtung ist ein Fachbegriff aus der Sprachwissenschaft, im Speziellen aus der Phonetik und Phonologie, und bezeichnet den Vorgang, dass Geräuschkonsonanten (d. h. Plosive, Affrikaten und Frikative) am Ende einer Silbe (also in ihrem Auslaut) ihre Stimmhaftigkeit verlieren und stimmlos ausgesprochen werden.
Dieses Phänomen ist kein Merkmal aller Sprachen, sondern existiert nur in bestimmten einzelnen Sprachsystemen, beispielsweise im nördlichen Deutschen, im Niederländischen und im Türkischen, nicht aber im südlichen Deutschen oder im Englischen. So wird etwa das Wort Rad im nördlichen Deutschen entgegen der Schreibung wie Rat [ʁaːt] ausgesprochen. Im Silbenanlaut bleibt hingegen die Stimmhaftigkeit der Konsonanten erhalten, etwa in Räder.
Die Auslautverhärtung ist eines jener sprachlichen Merkmale, die beim Erwerb der Muttersprache im Kleinkindalter unbewusst gelernt werden und in der Folge dem nicht fachkundigen Sprecher auch unbewusst bleiben. Das hat zur Folge, dass ein solcher die Auslautverhärtung beim Sprechen von Fremdsprachen auch auf jene überträgt, die dieses Phänomen nicht zeigen, was zum typischen ausländischen Akzent beiträgt.

## Germanische Sprachen

### Deutsch
Die standarddeutsche Auslautverhärtung ist eine Sonderentwicklung des nördlichen Deutschlands – im südlichen Deutschland sowie in Teilen Mitteldeutschlands tritt sie ebenso wenig auf wie im österreichischen Deutsch oder im Schweizer Hochdeutsch. Sie betrifft folgende Konsonantenphoneme: die Plosive /b d g/, die Frikative /v z ʒ/ sowie die Affrikate /⁠dʒ⁠/.
Beispiele bei Plosiven:
- reiben [ˈraɪ̯bən] vs. rieb [ˈʁiːp]
- Süden [ˈzyːdən] vs. Süd(ost) [zyːt]

- schweigen [ˈʃvaɪ̯gən] vs. schwieg [ˈʃviːk]

Beispiele bei Frikativen:
- Lose [ˈloːzə] vs. Los [ˈloːs]
- brave [ˈbʁaːvə] vs. brav [ˈbʁaːf]
- oranges [oˈʁãːʒəs]/[oˈʁaŋʒəs] oder Orange [oˈʁãːʒə]/[oˈʁaŋʒə] vs. orange [oˈʁãːʃ]/[oˈʁaŋʃ]

Dabei handelt es sich um eine kontextabhängige Neutralisation einer phonologischen Opposition, denn die Phoneme /b, d …/ und /p, t …/ stehen im Deutschen ansonsten in Opposition zueinander, wie sich an Minimalpaaren zeigen lässt:
- Bulle: Pulle
- Dorf: Torf
- geil: Keil
- weise: weiße
- Wall: Fall

Die Auslautverhärtung ist im Standarddeutschen und in der nördlichen deutschen Umgangssprache eine grundlegende und produktive phonologische Regel, vergleichbar z. B. mit der Aspiration stimmloser Plosive im Deutschen (Pardon! wird z. B. „automatisch“ mit behauchtem p gesprochen, auch dann, wenn sonst die französische Aussprache mit Nasalvokal beibehalten wird). Das heißt, dass die Auslautverhärtung (und die partielle regressive Assimilation) selbstverständlich auch für neue Wörter und Phoneme gilt (z. B. bei der Fremdwortintegration: Klub, Grog, jogg!, Trend, Standard, brav, kurv!, oder bei der Verwendung regionalsprachlicher Wörter im Hochdeutschen: z. B. stow!). Auch wenn neue Obstruenten-Phoneme aus anderen Sprachen ins deutsche Phonemsystem integriert werden, sind sie der Auslautverhärtung (und der partiellen regressiven Assimilation) unterworfen (so beim stimmhaften sch-Laut /⁠ʒ⁠/ und der Affrikate /⁠dʒ⁠/: orange, orangefarben, manag(e)!, gemanagt, die jedoch in vielen Varietäten der deutschen Standardsprache sowieso immer stimmlos sind).
Die Auslautverhärtung im Deutschen betrifft Konsonanten in der Silbenkoda und nicht nur am Wortende, wie oft behauptet. Die folgenden Beispiele zeigen wortinterne Auslautverhärtung: han[d]eln – Han[t]lung, ei[g]en – Ei[k]ner. Formen wie Ei[g]ner sind ebenfalls möglich, aber vermutlich bei anderer Silbenaufteilung: Ei[k]-ner vs. Ei-[g]ner.
Daher ist die phonologische Regel so zu beschreiben: Plosive, Affrikaten und Frikative sind in der Silbenkoda stimmlos. (Diese Konsonanten werden oft als Obstruenten zusammengefasst.)
Die Auslautverhärtung dürfte in der Zeit des Übergangs vom Alt- zum Mittelhochdeutschen eingesetzt haben. Im Gebiet der binnendeutschen Konsonantenschwächung verschwindet die Opposition von Fortis und Lenis nicht nur im Auslaut, sondern auch im Anlaut und in jeder anderen Position.
Die heutige Orthographie des Deutschen spiegelt die Auslautverhärtung nicht wider, sie bevorzugt das so genannte Stammprinzip (ein Wortstamm wird, soweit es geht, immer gleich geschrieben). Im Mittelhochdeutschen dagegen war es noch üblich, der Auslautverhärtung in der Schrift Rechnung zu tragen, so finden sich Schreibweisen wie <tac> vs. <tages> („Tag“), <nît> vs. <nîdes> („Neid“) usw. Auch im Frühneuhochdeutschen (ca. 1500–1650) wurde Auslautverhärtung manchmal kenntlich gemacht wie <Pferdt> vs. <Pferdes> („Pferd“).
Ein vergleichbares Phänomen findet sich synchron in den mit dem Deutschen verwandten Sprachen Niederländisch und Afrikaans, nicht aber im ebenfalls verwandten Englischen. Deutsche Muttersprachler werden deshalb beim Sprechen fremder Sprachen leicht durch ihren dadurch verursachten typisch deutschen Akzent identifiziert, wenn sie also die Auslautverhärtung auch in den Sprachen praktizieren, wo sie nicht vorkommt (vgl. Interferenz).

### Gotisch
Im Gotischen betrifft die Auslautverhärtung die stimmhaften Konsonanten b <b>, d <d> und z <z>, die – wenn sie in den Auslaut oder vor auslautendem s <s> zu stehen kommen – zu den entsprechenden stimmlosen Konsonanten f <f>, þ <þ> und s <s> werden. Für den stimmhaften Konsonanten g <g> bleibt das Resultat offen, da graphisch keine Veränderung eintritt (vermutlich wurde der stimmlose Konsonant χ graphisch nicht separat realisiert). Beispiele für die Auslautverhärtung sind:
- urgerm. 2.sg.imper.präs. *ǥeƀe 'gib!' > vorgot. *ǥiƀ > got. gif (vgl. inf. gib-an);
- urgerm. nom.sg. *χlai̯ƀaz 'Brot' > vorgot. *χlai̯ƀz > *χlai̯ƀs > got. hlaifs (vgl. gen.sg. hlaib-is)
- urgerm. nom.sg. *χau̯ƀiđa 'Haupt' > vorgot.  *χau̯ƀiđ > got.  *χau̯ƀiþ (vgl. gen.sg. haubid-is)
- urgerm. nom.sg.m. *ǥōđaz 'gut' > vorgot. *ǥōđz > *ǥōđs > got. goþs (vgl. gen.sg.m. god-is)
- urgerm. *mai̯z 'mehr' > vorgot. *mai̯z > got. mais

## Slawische Sprachen
In fast allen slawischen Sprachen – außer Serbokroatisch (Bosnisch, Kroatisch, Montenegrinisch, Serbisch) und Ukrainisch – tritt die Auslautverhärtung auf.

### Tschechisch
Stimmhafte Konsonanten im Auslaut werden im Tschechischen stimmlos ausgesprochen, die Schreibweise wird davon nicht berührt. Insgesamt gibt es acht Paare stimmhafter und stimmloser Konsonanten, die auch bei der Assimilation Anwendung finden. Beispiele für Auslautverhärtung sind:
| stimmhafter Konsonant | stimmloser Konsonant | Schreibung | Aussprache | deutsche Übersetzung |
| --------------------- | -------------------- | ---------- | ---------- | -------------------- |
| v                     | f                    | Václav     | Václaf     |                      |
| b                     | p                    | zub        | zup        | Zahn                 |
| d                     | t                    | had        | hat        | Schlange             |
| g                     | k                    | smog       | smok       | Smog                 |
| h                     | ch [⁠x⁠]               | sníh       | sních      | Schnee               |
| z                     | s                    | obraz      | obras      | Bild                 |
| ď [ɟ]                 | ť [⁠c]                | teď        | teť        | jetzt                |
| ž [ʒ]                 | š [ʃ]                | muž        | muš        | Mann                 |

### Polnisch
Am Wortende sind im Polnischen alle Plosive, Frikative und Affrikaten stimmlos, wenn sie sich nicht innerhalb eines wortübergreifenden Konsonanten-Clusters befinden:
| Laute                   | Aussprache am Wortende | Beispiel                                                       |
| ----------------------- | ---------------------- | -------------------------------------------------------------- |
| Plosive: b/d/g          | [p/t/k]                | pociągu [pot̠͡ɕɔŋgu] „des Zuges“ <> pociąg [pot̠͡ɕɔŋk] „Zug“       |
| Frikative: w/z/ź/ż      | [f/s/ɕ/ʂ]              | męża [mɛ̃:ʐa] „des Mannes“ <> mąż [mɔ̃:ʂ] „Mann“                 |
| Affrikaten: c/dz/dź     | [t͡s/d͡z/t̠͡ɕ]             | kadzi [kadʑi] „Wannen“ <> kadź [kat̠͡ɕ] „Wanne“                  |
| Kombinationen, z. B. zd | [st]                   | objazdy [ɔbjazdɨ] „Rundfahrten“ <> objazd [ɔbjast] „Rundfahrt“ |

### Bulgarisch, Russisch
Wie im Tschechischen tritt auch im Russischen und Bulgarischen ein Verlust der Stimmhaftigkeit im Auslaut auf. Auch hier spiegelt sie sich nicht im Schriftbild wider. Im Gegensatz zur Germanistik wird dieses Phänomen in der Slavistik jedoch als Auslautentstimmlichung bezeichnet, da die Begriffe hart/weich bereits anders belegt sind, siehe Palatalisierung.
| stimmhafter Konsonant (geschrieben) | stimmloser Konsonant (gesprochen) | Schreibung | Aussprache | deutsche Übersetzung |
| ----------------------------------- | --------------------------------- | ---------- | ---------- | -------------------- |
| ж /⁠ʒ⁠/                               | ш /⁠ʃ⁠/                             | нож        | „нош“      | Messer               |
| д /⁠d⁠/                               | т /⁠t⁠/                             | город      | „горат“    | Stadt                |

## Altfranzösisch
Im Altfranzösischen existierte eine Auslautverhärtung. Diese ist zum Teil heute noch sichtbar, z. B. in:
- neuf [nœf] 'neu (m.)' vs. neuve [nœv] 'neu (f.)'; bœuf [bœf] „Rind; Ochse“ und nef [nɛf] „Kirchenschiff“ aus lat. novum, bovem bzw. navem;
- nur noch graphisch ist dieselbe Verhärtung auch bei anderen franz. Wörtern auf (heute in der Aussprache verstummtes) -f vorhanden, vgl. clef „Schlüssel“; cerf „Hirsch“; nerf „Nerv“ aus lat. clavem, cervum bzw. nervum.
- grand „groß“ (aus lat. grandem) wurde im Altfranzösischen noch <grant> geschrieben, dann aber in der Schrift zu <grand> relatinisiert; die stimmlose Aussprache hat sich bei Zusammensetzungen gehalten, vgl. un grand homme [œ̃ gʀãtɔm] „ein großer Mann“ bzw. grand-oncle [gʀãtõkl] „Großonkel“.

## Türkisch
Im Türkischen bezieht sich die Auslautverhärtung auf Plosive und die Affrikate /dʒ/, nicht aber auf Frikative.
Historisch:
- Arabisch: Ahmad → türkisch: Ahmet
- Arabisch: Muhammad → türkisch: Muhammet

Synchron: orthographisch wird die Auslautverhärtung wiedergegeben, z. B. in
- Dativ: kebaba (ins gebratene Fleisch) – Nominativ: kebap; kulübe (in den Klub) – kulüp (Klub)
- gidecek (er wird gehen) – git (geh’)
- Genitiv: birliğin (der Einheit) – Nominativ: birlik (Einheit)

Jedoch ohne Verhärtung des v [⁠v⁠] zu f oder des z [⁠z⁠] zu s [⁠s⁠]:
- eve (nach Hause) – ev (Haus)